# Misje dyplomatyczne w Kambodży
     Kambodża
     Kraje, które mają swoje przedstawicielstwa dyplomatyczne w Kambodży

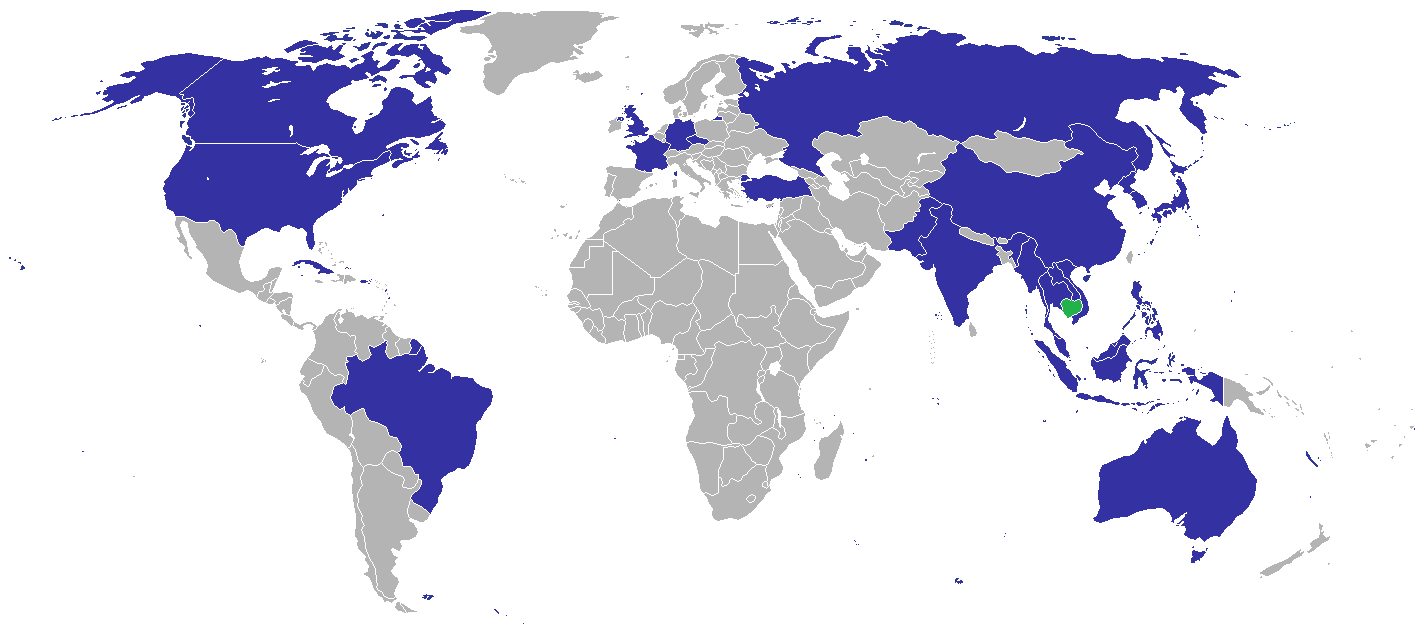
Kambodża
Kraje, które mają swoje przedstawicielstwa dyplomatyczne w Kambodży

Misje dyplomatyczne w Kambodży – obecne przedstawicielstwa dyplomatyczne w Królestwie Kambodży. Stan na luty 2024. Lista pomija ambasadorów wizytujących i konsulów honorowych.

## Misje dyplomatyczne w Kambodży
| - Czechy - Francja - Niemcy - Rosja - Wielka Brytania | - Brunei - Chiny - Filipiny - Indie - Indonezja - Japonia - Korea Południowa - Korea Północna - Kuwejt - Laos - Malezja - Mjanma - Pakistan - Singapur - Tajlandia - Timor Wschodni - Turcja - Wietnam | - Australia - Kuba - Stany Zjednoczone - Unia Europejska |

## Misje dyplomatyczne w innych państwach z dodatkową akredytacją w Kambodży
W nawiasach podano miasto, w którym rezyduje dany przedstawiciel. Najwięcej ambasadorów mających siedzibę w innych stolicach z dodatkową akredytacją w Kambodży rezyduje w Bangkoku (33). Rezydują oni także w Hanoi (21), Pekinie (18), Kuala Lumpur (14), Seulu (4), Dżakarcie (2) oraz w Wientianie, Tokio i Nowym Delhi (po 1).
| - Austria (Bangkok) - Białoruś (Hanoi) - Belgia (Bangkok) - Bułgaria (Hanoi) - Chorwacja (Kuala Lumpur) - Cypr (Pekin) - Dania (Bangkok) - Finlandia (Bangkok) - Grecja (Bangkok) - Hiszpania (Bangkok) - Holandia (Bangkok) - Islandia (Pekin) - Irlandia (Hanoi) - Malta (Pekin) - Norwegia (Bangkok) - Polska (Bangkok) - Portugalia (Bangkok) - Rumunia (Hanoi) - Serbia (Dżakarta) - Słowacja (Bangkok) - Stolica Apostolska (Bangkok) - Szwecja (Bangkok) - Szwajcaria (Bangkok) - Ukraina (Hanoi) - Węgry (Hanoi) - Włochy (Bangkok) | - Arabia Saudyjska (Hanoi) - Armenia (Hanoi) - Azerbejdżan (Hanoi) - Bahrajn (Dżakarta) - Bangladesz (Bangkok) - Gruzja (Kuala Lumpur) - Irak (Hanoi) - Iran (Hanoi) - Izrael (Bangkok) - Jemen (Kuala Lumpur) - Katar (Hanoi) - Kazachstan (Hanoi) - Malediwy (Bangkok) - Mongolia (Wientian) - Nepal (Bangkok) - Oman (Hanoi) - Palestyna (Hanoi) - Sri Lanka (Bangkok) - Turkmenistan (Kuala Lumpur) - Zjednoczone Emiraty Arabskie (Bangkok) - Fidżi (Seul) - Nowa Zelandia (Bangkok) - Papua-Nowa Gwinea (Kuala Lumpur) - Wyspy Marshalla (Tokio) | - Algieria (Hanoi) - Angola (Pekin) - Benin (Pekin) - Egipt (Bangkok) - Erytrea (Pekin) - Etiopia (Pekin) - Gambia (Kuala Lumpur) - Ghana (Kuala Lumpur) - Gwinea (Hanoi) - Kenia (Bangkok) - Kongo (Pekin) - Liberia (Pekin) - Libia (Kuala Lumpur) - Madagaskar (Pekin) - Mali (Pekin) - Maroko (Bangkok) - Mauretania (Pekin) - Namibia (Pekin) - Nigeria (Manila) - Południowa Afryka (Bangkok) - Rwanda (Seul) - Senegal (Pekin) - Seszele (Hanoi) - Sudan (Hanoi) - Tanzania (Kuala Lumpur) - Tunezja (Pekin) - Wybrzeże Kości Słoniowej (Pekin) - Zambia (Kuala Lumpur) - Zimbabwe (Kuala Lumpur) | - Argentyna (Bangkok) - Brazylia (Bangkok) - Chile (Bangkok) - Ekwador (Kuala Lumpur) - Kolumbia (Bangkok) - Paragwaj (Seul) - Peru (Kuala Lumpur) - Salwador (Nowe Delhi) - Surinam (Pekin) - Urugwaj (Kuala Lumpur) - Wenezuela (Hanoi) - Gwatemala (Seul) - Jamajka (Pekin) - Kanada (Bangkok) - Meksyk (Hanoi) - Panama (Bangkok) - Zakon Maltański (Bangkok) |

## Misje konsularne w Kambodży
uwzględniono jedynie konsulaty zawodowe

### Konsulaty generalne
- Konsulat Generalny Japonii w Siĕm Réab
- Konsulat Generalny Korei Południowej w Siĕm Réab
- Konsulat Generalny Laosu w Stœ̆ng Trêng
- Konsulat Generalny Szwajcarii w Phnom Penh
- Konsulat Generalny Wietnamu w Bătdâmbâng
- Konsulat Generalny Wietnamu w Preăh Sihanŭk

### Konsulaty
- Konsulat Chin w Preăh Sihanŭk
- Konsulat Chin w Siĕm Réab

## Zamknięte misje
- Ambasada RP w Phnom Penh